# Mária Róka
Mária Róka (* 15. September 1940 in Budapest; † 28. September 2021) war eine ungarische Kanutin.
Mária Róka, die für den Ganz-MÁVAG SE startete, wurde 1964 ungarische Meisterin im Einer-Kajak über 3000 und im Zweier-Kajak zusammen mit Katalin Benkő über 500 Meter. Bei den Olympischen Sommerspielen 1964 in Tokio belegte Róka im Einer-Kajak über 500 m den achten und im Zweier-Kajak über 500 m zusammen mit Katalin Benkő den siebten Platz.
Mária Róka wurde von László Kemény, ihrem späteren Ehemann, trainiert. Sie starb im September 2021 einen Tag nach ihm.